# João de Ávila (cavaleiro)
João de Ávila (Angra, 26 de abril de 1596 — Angra, 18 de junho de 1684) foi capitão de ordenanças de Angra, feitor da Alfândega de Angra e administrador da Companhia Geral do Comércio do Brasil na ilha Terceira e anexas. Destacou-se durante a Restauração na ilha Terceira, sendo considerado o herói exemplar que sucessivos cronistas apresentaram como exemplo de patriotismo e dedicação à causa comum. Foi cavaleiro da Ordem de São Bento de Avis e depois da Ordem de Cristo.

## Biografia
Nasceu em Angra, neto de espanhóis que se haviam fixado na ilha Terceira após a conquista da ilha pela força de Filipe II de Espanha em 1583. Pertencente aos estratos mais baixos da nobreza, estudou no Colégio dos Jesuítas de Angra, e ainda muito jovem optou pela vida dos negócios. Em 1618, com apenas 21 anos de idade, foi nomeado alferes da companhia de ordenanças de Diogo do Canto e Castro. Ao serviço destas milícias aproveitou todas as ocasiões para se fazer notado no serviço militar, tanto no mar como em terra. Participou em diversas operações de defesa da ilha e de apoio aos navios da carreira das Índias.
Testemunhando a sua ascensão social, em 1630 foi nomeado mamposteiro dos cativos na ilha Terceira e ilhas vizinhas, cargo que exerceu por sete anos. Também foi escolhido para vereador da Câmara Municipal de Angra, cargo que exercia em 1641, quando chegou à ilha Terceira notícia da revolução de 1 de dezembro de 1640 que iniciara a Restauração Portuguesa.
Nessa ocasião, como vereador mais velho da Câmara da cidade, colocou-se decididamente ao serviço da causa da Restauração Portuguesa, passando, de facto, a liderar a fação que defendia a revolta contra a guarnição espanhola que estava aquartelada no Castelo de Castelo de São Filipe do Monte Brasil. Nessas funções, foi um dos comandantes mais ativo no cerco ao castelo, comandando uma companhia e o posto situado junto da ermida da Boa Nova, considerado o mais perigoso dado ser o mais próximo da entrada do castelo e onde era mais provável, como aliás se veio a verificar, o contra-ataque dos sitiados. Neste período sobressaiu pela forma como coadjuvou o mestre-de-campo Sebastião Correia de Lorvela, quando este foi às ilhas vizinhas levantar um terço de infantaria e cavalaria. Após a rendição do castelo, foi nomeado capitão de ordenanças de Angra e recebeu a mercê de cavaleiro da Ordem de São Bento de Avis e, depois, de cavaleiro da Ordem de Cristo.
Foi padroeiro do Convento de Santo António dos Capuchos de Angra, em São Bento de Angra do Heroísmo, cuja primeira pedra da igreja desse mesmo convento foi lançada em 9 de março de 1643. Continuando a sua ascensão social, passou a intervir de forma crescente na vida pública e política da ilha, sendo em 1646 foi juiz ordinário do município de Angra. Serviu também na Santa Casa da Misericórdia de Angra. Face às necessidades financeiras que a Guerra da Restauração gerava, serviu-se da sua fortuna pessoal para acudir à Fazenda Real em períodos de aperto. Em recompensa dessa ajuda, foi nomeado feitor da Alfândega de Angra, em cujo cargo se distinguiu, principalmente na defesa e apoio às frotas do Brasil, andando várias vezes embarcado. Desempenhou este lugar de feitor brilhantemente, como o comprovam vários documentos, entre os quais existe uma carta da rainha regente. Foi exonerado deste cargo, a seu pedido, em 21 de janeiro de 1666.
Entretanto, por alvará de 15 de junho de 1665, fora-lhe concedida a mercê do foro de fidalgo cavaleiro da Casa Real. Neste alvará estão minuciosamente relatados os memoráveis serviços deste conhecido terceirense, que honrou a pátria, com risco de morte e valioso sacrifício de muitos dos seus bens. Teve carta de brasão de armas, datada de 10 de junho de 1647. 
Contudo, pese embora a sua crescente participação nos assuntos da governança, não descurava os seus negócios pessoais sendo, dizem os cronistas, arquétipo de mercador exemplar pela escrupulosa lisura como cumpria os contratos, mesmo com os estrangeiros. Considerando essa capacidade de bom mercador, em 1650 passou a ser o administrador da Companhia Geral do Comércio do Brasil na cidade de Angra e nas ilhas vizinhas.
Em 1665 instituiu a Ermida de São João de Deus e pouco depois também a Ermida de Santo Isidro. Rico, respeitado e tido sempre por incontestável apoiante da causa pública, vinculou os seus bens em morgado e preparou o casamento da neta, herdeira única, com o capitão-mor da Praia, Manuel Paim, filho do governador do castelo Francisco de Ornelas da Câmara.
Faleceu com 88 anos, e jaz sepultado no seu jazigo, sob a capela-mor da igreja do Convento de Santo António dos Capuchos de Angra. É considerado uma das figuras mais interessantes da história açoriana, tido como o herói exemplar que sucessivos cronistas apresentaram como exemplo de patriotismo e dedicação à causa comum. A sua biografia foi um dos exemplos preferidos da historiografia liberal para fazer a crítica ao sistema aristocrático do Antigo Regime, por ser o capitão João de Ávila um homem vindo dos estratos mais baixos da nobreza e ter conseguido, por mérito próprio, impor-se à sociedade do seu tempo, triunfando e ultrapassando as rígidas regras de ascensão política.